# Штврток
Штврток (слч. Štvrtok) насељено је мјесто са административним статусом сеоске општине (слч. obec) у округу Тренчин, у Тренчинском крају, Словачка Република.

## Становништво
| Година:    | 1994. | 2004.   | 2014.   | 2024.    |
| ---------- | ----- | ------- | ------- | -------- |
| Број људи: | 340   | 368     | 351     | 478      |
| Разлика:   |       | +8,23 % | -4,61 % | +36,18 % |

| Година:    | 2023. | 2024.   |
| ---------- | ----- | ------- |
| Број људи: | 483   | 478     |
| Разлика:   |       | -1,03 % |

Према подацима о броју становника из 2024. године насеље је имало 478 становника.